# Эр-Рамади
Эр-Рама́ди (араб. الرمادي‎) — город в центральной части Ирака. Административный центр провинции Анбар. Расположен примерно в 100 км к западу от Багдада, на высоте 50 м над уровнем моря. К северу и западу от Эр-Рамади протекает река Евфрат, на восток и юг растянулись пригороды.
Город был основан в 1879 году. Население Эр-Рамади составляет 874 543 жителей (2005), по другим данным — превышает 400 000. Большинство жителей — мусульмане-сунниты из племени Дулаим. Эр-Рамади считается юго-западной вершиной «суннитского треугольника» в Ираке.
Город занимает стратегическое расположение на Евфрате и на дороге на запад в Сирию и Иорданию. Это сделало его центром торговли, благодаря которой город добился значительного процветания. В ноябре 1917 года во время Первой мировой войны здесь сражались британские силы под командованием генерала Мода. (см. Месопотамская кампания). При оккупации Ирака со стороны США город был центром сопротивления. Поскольку здесь проходит основная железнодорожная ветка, ведущая в Сирию, американцы долгое время подозревали, что в Рамади находится военная база повстанцев (см. Битва за Рамади). В мае 2015 года боевики ИГ захватили город. 28 декабря 2015 года иракское правительство заявило, что смогло отбить Рамади у ИГ.

## География

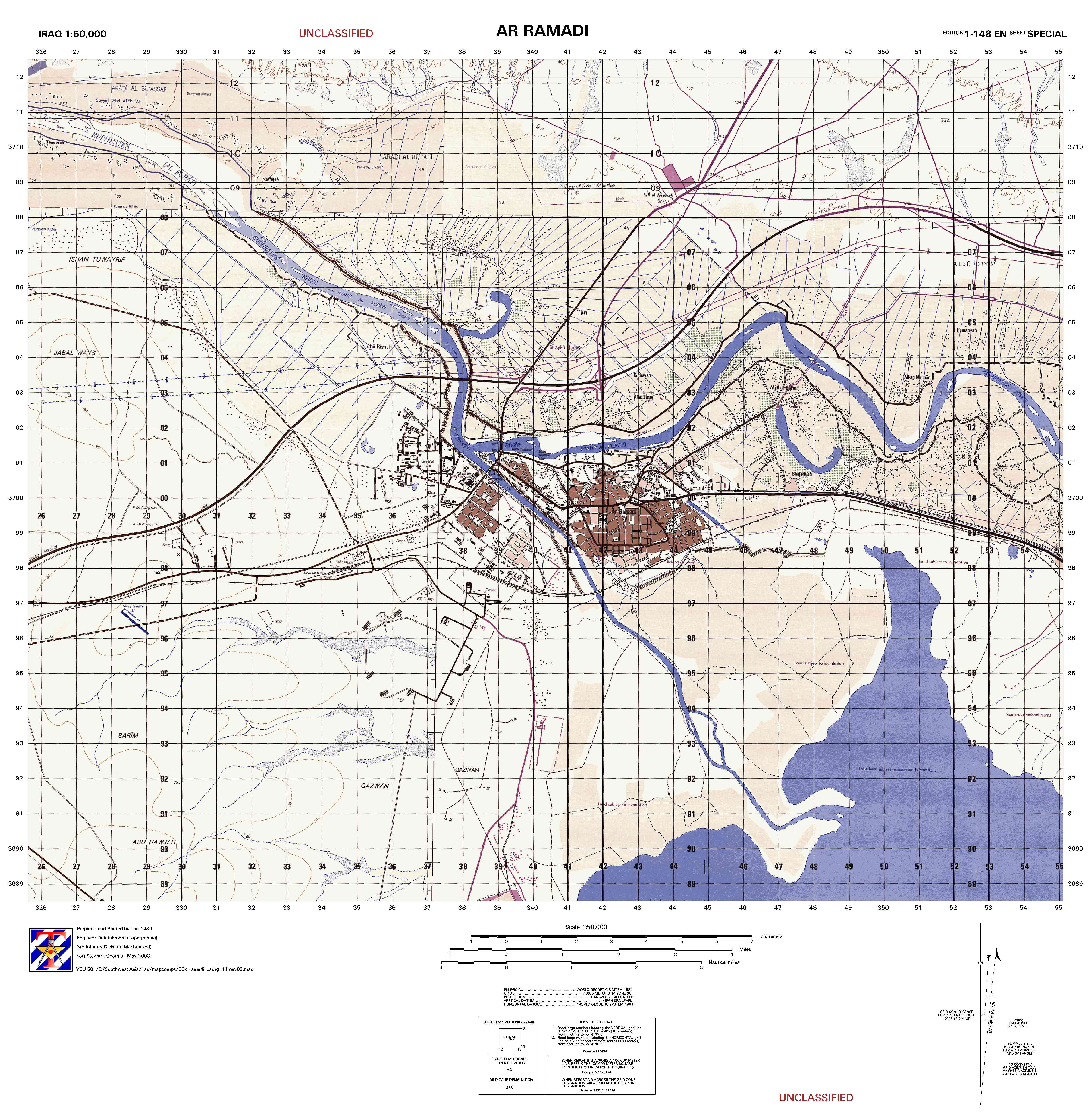
Карта Рамади, 2003

В начале XXI века Рамади расположен на площади около 15 км с востока на запад и на 12 км с севера на юг. Центр города плотно застроен. К востоку от центра города расположены пригороды, на юге — кварталы, примыкающие к железнодорожной линии между Багдадом и Хадитой, и на западе — к каналу Хаббания. Также пригороды примыкают к городу на западе и северо-западе.
Центр города соединен с пригородами двумя основными мостами — одним через Евфрат и другим через канал, в то время как западные и северные пригороды связаны крупной магистралью, пересекающей Евфрат к северу от города. Различные племенные группы живут в отдельных районах в пригородах, с десятками шейхов, отвечающих за поддержание безопасности и благополучие их конкретной группировки. Пригороды изрезаны каналами, которые используются для орошения сельхозугодий вокруг города.
Японцы построили городскую больницу из семи этажей, это самое высокое здание в Рамади. Город был сильно поврежден во время войны в Ираке и боев с повстанцами. Многие здания были разрушены или стали необитаемыми.

## История
Рамади находится на плодородной, орошаемой, аллювиальной равнине, в пределах иракского «суннитского треугольника». Поселение в этой области существовало уже к 1836 году, когда британский исследователь Фрэнсис Роудон Чесни прошел на паровом катере по Евфрату. Он описал это поселение как «очень маленький городок» и отметил, что чёрные палатки бедуинов можно увидеть вдоль обоих берегов реки на всем пути от Рамади к Фаллудже. Современный город был основан в 1869 году Мидхат-пашой, османским вали (губернатором) Багдада. Османы стремились контролировать ранее кочевое племя Дулаим в рамках программы усмирения бедуинских племен Ирака посредством предоставления им наследственных земель, в надежде, что это крепче привяжет их к государству.
Рамади был описан в 1892 году как «самый активно развивающийся город во всей долине Евфрата. Он имеет телеграф и обширные государственные постройки. Базар очень большой и хорошо заполненный.» Сэр Джон Бэготт Глабб («Глабб-паша») прибыл в город в 1922 году, «чтобы сохранить хрупкий плавучий мост через реку [Евфрат], покоящийся на лодках, сделанных из тростника и обмазанных битумом», как он выразился.

### Мировые войны

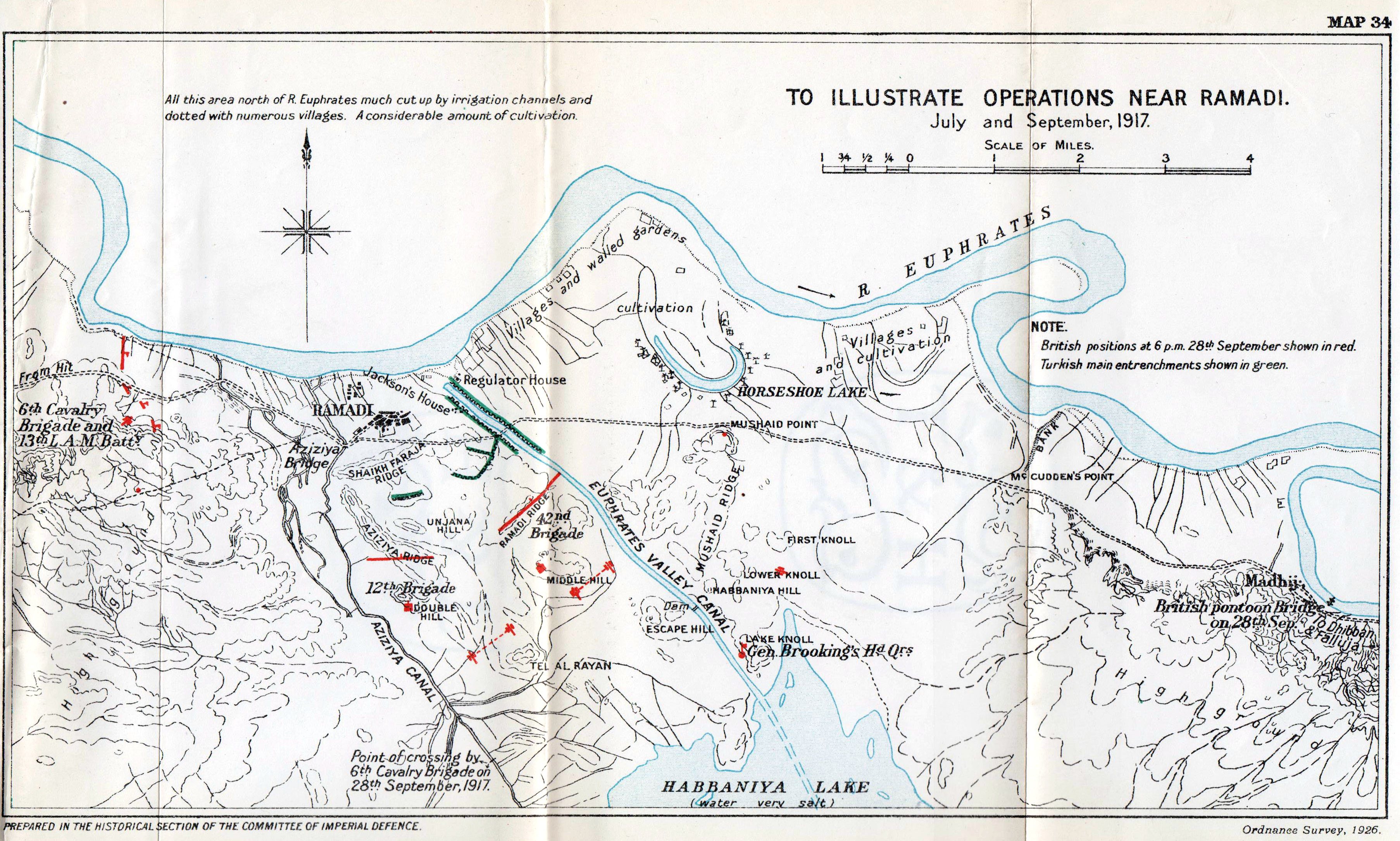
Карта боевых действий при Рамади, 1917

Рамади дважды стал ареной боев между британцами и турками в рамках первой мировой войны. В марте 1917 года отступившие из Фаллуджи турецкие войска укрепились в Рамади. Британская армия генерал-лейтенанта Мода попыталась изгнать турецкий гарнизон в июле 1917 года, но столкнулись с серьезными трудностями из-за исключительной жары как днём, так и ночью. 600 британских солдат (плюс кавалерия) противостояла 1000 турок с шестью артиллерийскими орудиями. Нападение британцев закончилось провалом, истощение, дезорганизация и неожиданная песчаная буря вынудили Мода прекратить атаки с большими потерями. Более половины из 566 британских потерь были вызваны тепловыми ударами.
Мод снова попытался взять Рамади во время прохладного периода в сентябре 1917 года. Атака генерал-майора Брукингса была лучше организована, британцам удалось отрезать туркам путь к отступлению, и многие солдаты турецкого гарнизона были убиты или вынуждены сдаться. Таким образом, англичане смогли взять Рамади под контроль.
Рамади вновь стал ареной боевых действий во время Второй мировой войны, после иракского переворота 1941 года. Лидер переворота, Рашид Али аль-Гайлани, инициировал осаду британской базы ВВС Хаббания около Рамади. Это привело к британской контратаке и краткой англо-иракской войне. Иракская бригада заняла Рамади под предлогом учений. Британцы сформировали специальную группу войск Habforce и стремительно отбили Хаббанию, что позволило им захватить контроль над Рамади.

### Послевоенная история
Плотина Рамади была построена недалеко от города в 1955 году, чтобы наполнить водой озеро Эль-Хаббания к юго-востоку от города. Университет провинции Анбар был основан в городе в 1987 году, благодаря чему в городе сложилась более либеральная и светская культура, чем других городах «суннитского треугольника». Многие высокопоставленные чиновники правящей партии Баас были родом из Рамади. Его местные элиты были тесно связаны с режимом. Племена Анбар в городе и его окрестностях были в значительной степени лояльны режиму, в Рамади базировались подразделения военных инженеров иракской армии, спецназ, проживали многие активные и вышедшие на пенсию высшие офицеры.
Рамади был ареной крупномасштабных демонстраций против Саддама Хусейна в 1995 году, что было уникальным для городов суннитского Ирака, где поддержка Саддама была значительной. Демонстрации были вызваны казнью Саддамом видного члена племени Дулаим, генерала ВВС Мухаммада аль-Мадхлума Дулаими, и трех других офицеров из Рамади. После их казни тела были отправлены в Эр-Рамади. Силы безопасности подавили демонстрации, и Саддам впоследствии относился к членам племени Дулаим с подозрением.

### Война в Ираке и иракское повстанческое движение

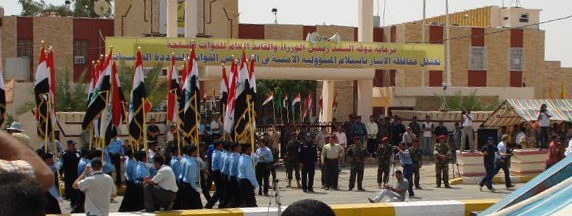
Смотр иракской полиции у здания мэрии в Рамади, 2007

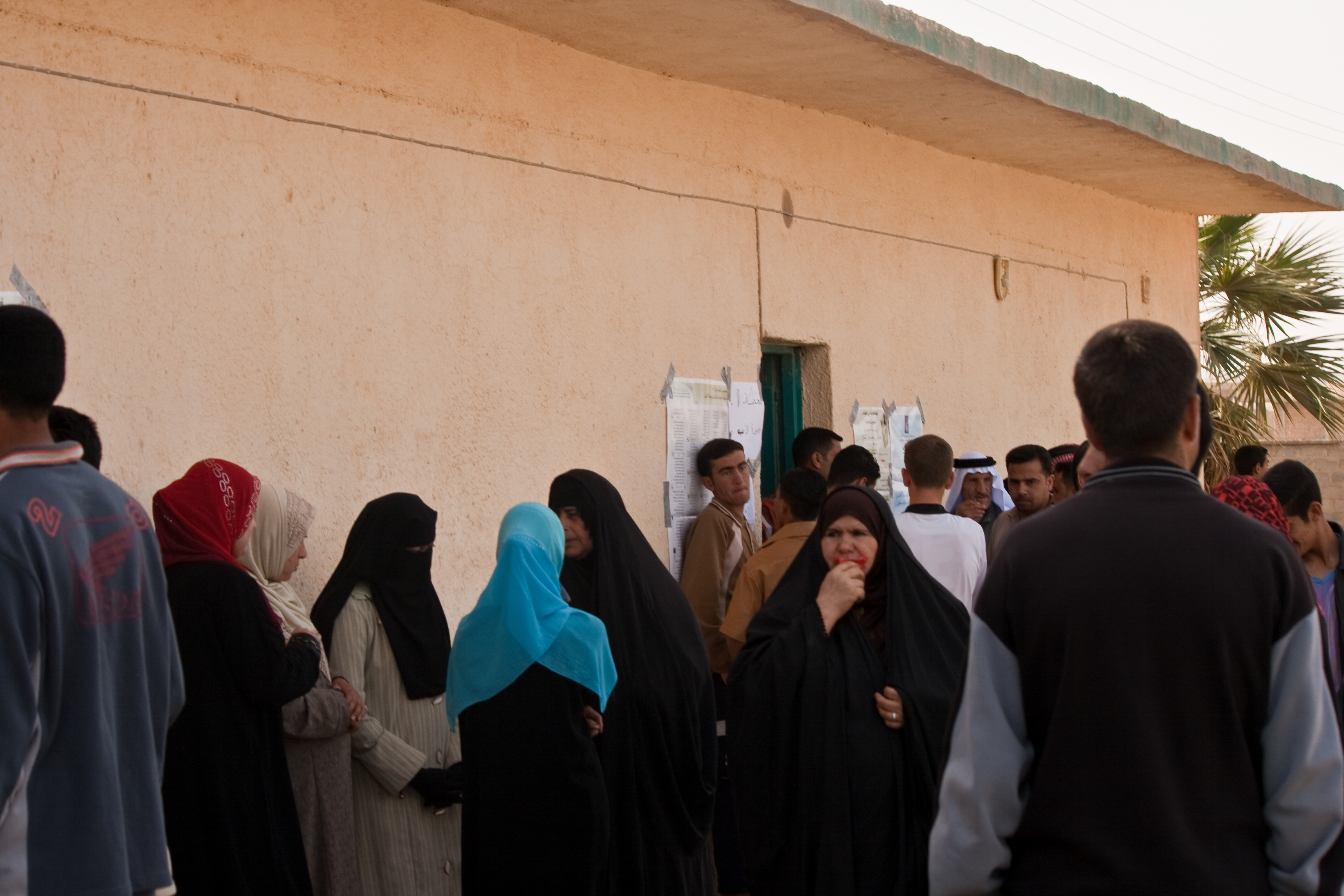
Очередь перед избирательным участком в Рамади в период парламентских выборов 2010 года

Политика «дебаасификации» и расформирование иракской армии, проводимые США после вторжения в Ирак в 2003 году, в Рамади проходили особенно трудно из-за его тесных связей с партией и армией. Многие высокопоставленные чиновники и военные деятели города вдруг оказались исключены из общественной жизни. Это привело к эскалации насилия в городе и началу атак против коалиционных сил. В результате Рамади стал очагом мятежа между 2003 и 2006 годами и сильно пострадали во время войны в Ираке.

### Под властью Исламского государства
15 мая 2015 года Рамади был захвачен боевиками ИГ. CNN сообщало, что боевики ИГ захватили в плен более 50 сотрудников служб безопасности города во время штурма. Флаг ИГ был поднят на здании мэрии Рамади. К 17 мая 2015 года Рамади был полностью захвачен боевиками ИГ.
В ноябре 2015 года иракские правительственные войска завершили окружение Рамади.
22 декабря армия Ирака начала операцию по освобождению Рамади от ИГ. За несколько часов иракская армия заняла несколько центральных кварталов Эр-Рамади; к 27 декабря город был зачищен. 28 декабря 2015 года правительство Ирака официально заявило, что отбило город у ИГ. В тот же день иракские военные захватили одного из лидеров ИГ в Эр-Рамади и освободили от террористов правительственный квартал Рамади. Позже иракские военные опровергли сообщения о полном освобождении Рамади. По состоянию на 28 декабря 2015 года от террористов ИГ освобождено 80 % Эр-Рамади. Остальные боевики ИГ направились на северо-восток города. 10 февраля 2016 от иракских властей пришло последнее сообщение о полной зачистке города от ИГ.

## Транспорт

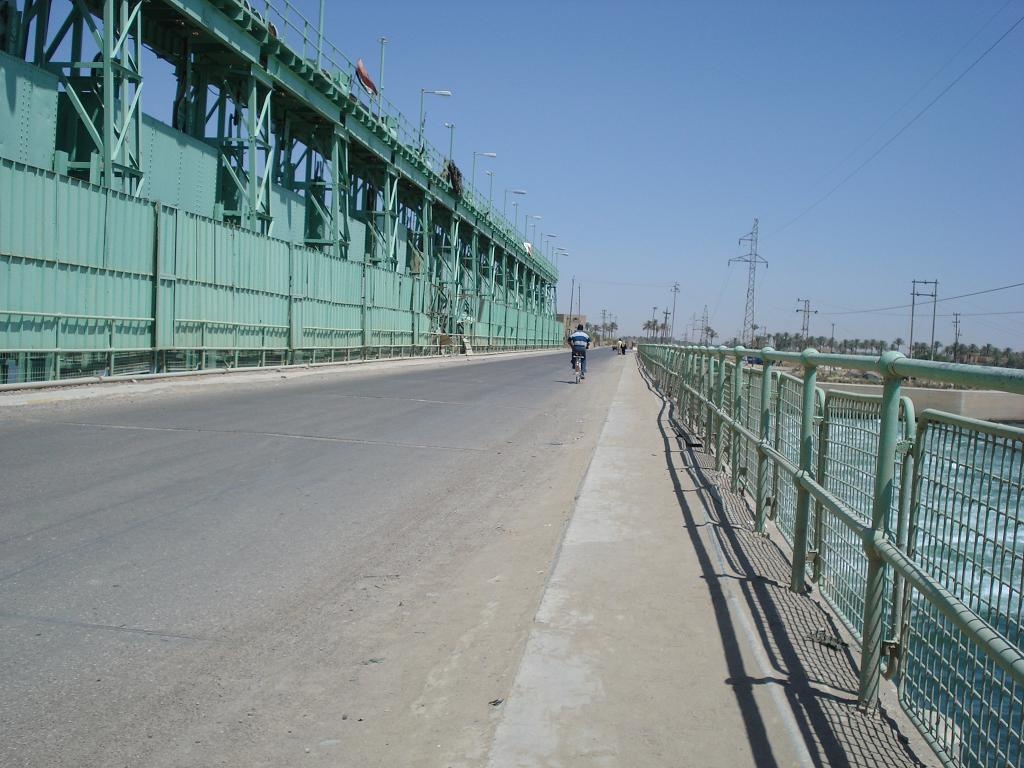
Плотина Рамади, известная как Мост Аль-Джазира

Рамади стоит на важном торговом пути, ведущем через пустыню в Иорданию и Средиземное море. Через город проходит главная дорога между Амманом и Багдадом. Железнодорожная линия также проходит через южную окраину города, направляясь на восток к Багдаду и на запад, к сирийской границе.

## Галерея

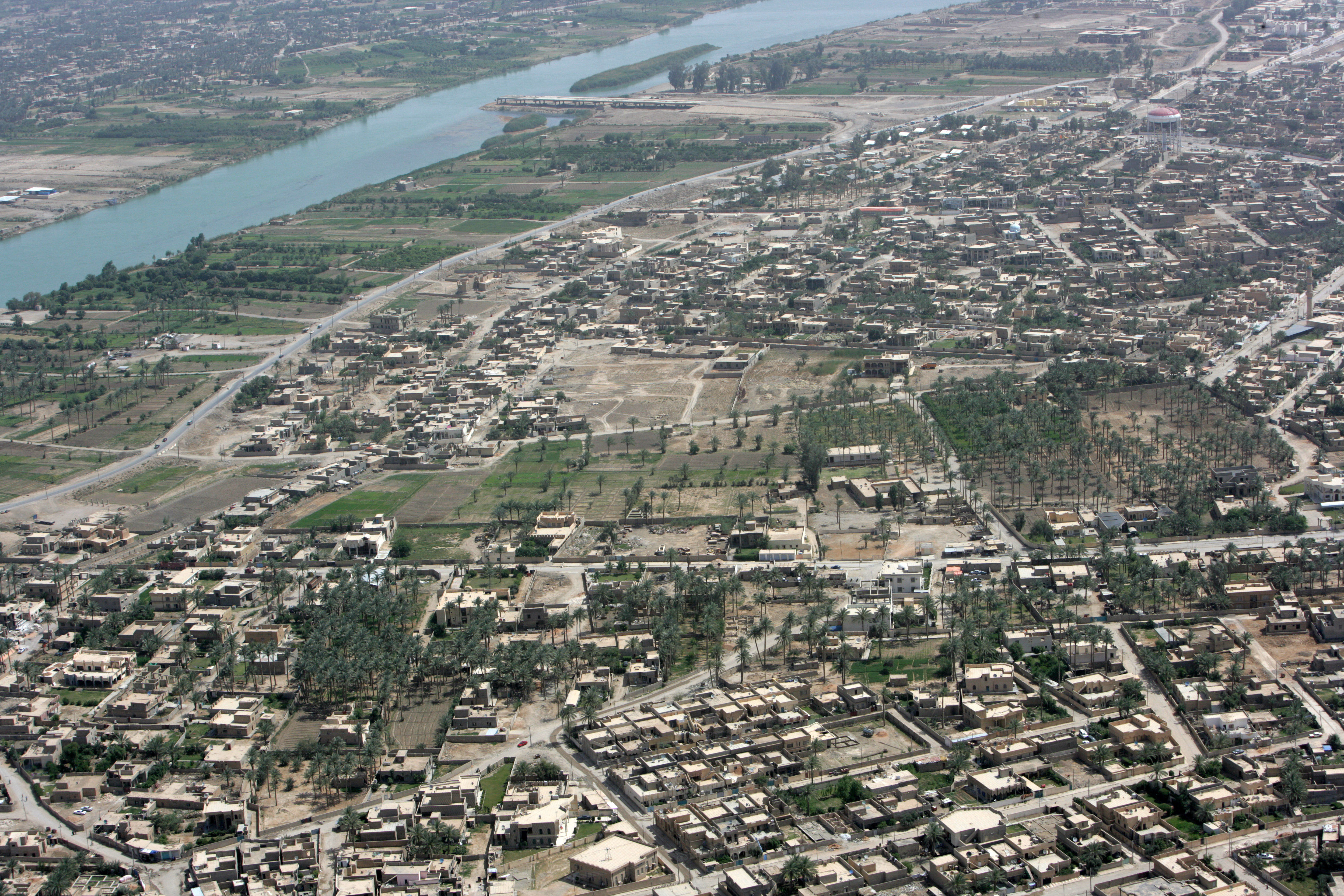
Вид города с воздуха
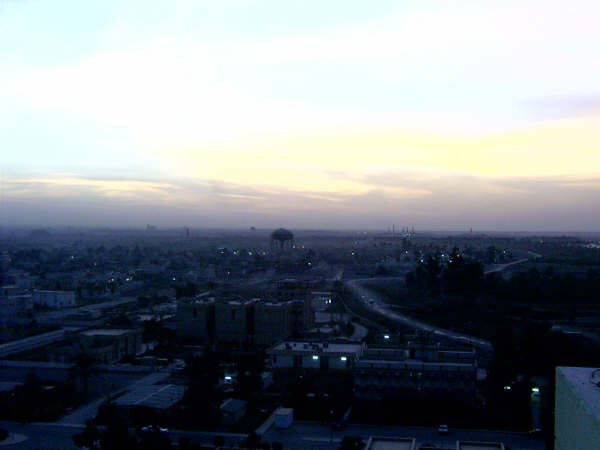
Рамади ночью
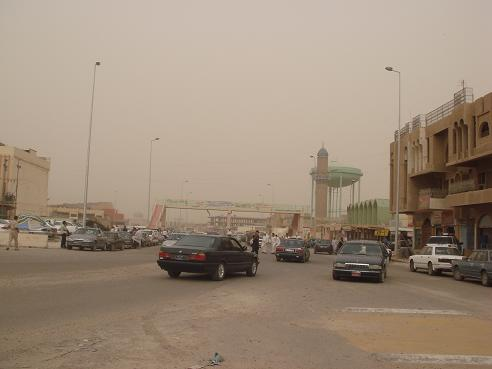
Улицы Рамади
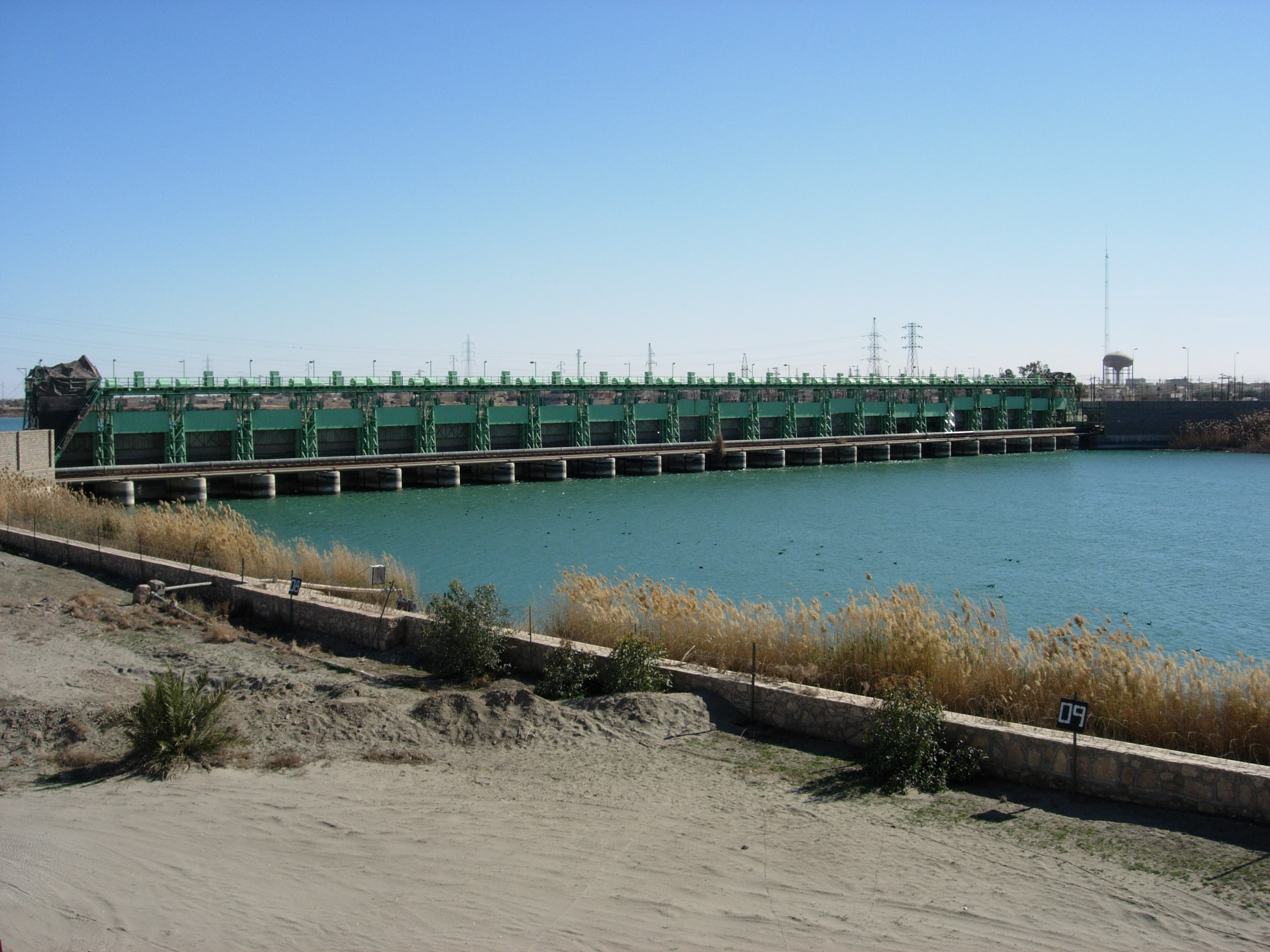
Плотина Рамади